# Ндьяй, Мари
Мари Ндьяй (фр. Marie NDiaye; род. 4 июня 1967, Питивье, Луаре) — французская писательница.

## Биография
Родилась 4 июня 1967 года в Питивье, Франция. Отец — сенегалец, мать — француженка, преподаватель естественных наук. Старший брат — историк Пап Ндьяй (род. 1965). Мари воспитывалась без отца, который после её рождения вернулся в Африку.
Рано пристрастилась к чтению; начала писать прозу в 12 лет; первый роман (Quant au riche avenir) опубликовала в 18-летнем возрасте. Он произвёл такое впечатление на писателя Жана-Ива Сандре, что тот решил написать автору; впоследствии они встретились и больше не расставались. Пара попеременно живёт во Франции и в Германии; у них трое детей.
Мари Ндьяй выступает как прозаик и драматург, написала несколько книг для детей. Произведения переведены на ряд языков, пьесы идут в театрах разных стран мира.
Одна из её последних работ — сценарий фильма Клер Дени «Белый материал» (2009). Роман «Три сильные женщины» (2009), в котором она впервые обратилась к сенегальским реалиям, получил Гонкуровскую премию и был издан рекордным тиражом.

## Произведения

### Романы и новеллы
- Quant au riche avenir (1985)
- Comédie classique (1988)
- La femme changée en bûche (1989)
- En famille (1991)
- Un temps de saison (1994)
- La Sorcière (1996)
- La naufragée (1999)
- Rosie Carpe (2001, премия «Фемина»)
- Tous mes amis (2004, новеллы)
- Autoportrait en vert (2005)
- Mon cœur à l'étroit (2007)
- Trois femmes puissantes (2009, Гонкуровская премия 2009 года)
- Y penser sans cesse (2011)
- Ladivine (2013, Большая премия журнала Madame Figaro[фр.][4])

- La Cheffe, roman d’une cuisinière (2016)
- Un pas de chat sauvage (2019)

### Пьесы
- Hilda (1999)
- Providence (2001, в соавторстве с Жаном-Ивом Сандре)
- Papa doit manger (2003)
- Rien d’humain (2004)
- Les serpents (2004)
- Toute vérité (2007, в соавторстве с Жаном-Ивом Сандре)
- Les grandes personnes (2011)

- Te craindre en ton absence (2014)
- Honneur à notre élue (2017)
- Trois pièces (2019)

### Публикации на русском языке
- Хильда. Пер. Виктора Лапицкого // Полночь: XXI век. СПб: Амфора, 2008, с.259-312

## Награды
- Большая театральная премия Французской Академии (2012)